# ヘンリー・スヴォボダ
ヘンリー・スヴォボダ（Henry Swoboda, 1897年10月29日 - 1990年8月13日）は、チェコの指揮者。
彼は、ウェストミンスター・レーベルのために数多くの録音を行っており、その中には、アントン・ブルックナーの交響曲第6番の世界初録音(商業録音)も含まれる。また初期のコンサート・ホール・ソサエティにもウィーン国立歌劇場管弦楽団、オランダ・フィルハーモニー管弦楽団等と多くの録音を残している。

## 脚註
| スタブアイコン | サブスタブ | この項目は、まだ閲覧者の調べものの参照としては役立たない、クラシック音楽に関連した書きかけの項目です。この項目を加筆・訂正などしてくださる協力者を求めています（P:クラシック音楽/PJ:クラシック音楽）。 |

| スタブアイコン | サブスタブ | この項目は、まだ閲覧者の調べものの参照としては役立たない、音楽関係者（バンド等）に関連した書きかけの項目です。この項目を加筆・訂正などしてくださる協力者を求めています（P:音楽/PJ:芸能人）。 |